# Ку-гарячка
Ку-гаря́чка (англ. Q-fever, основний синонім: коксієльоз, застаріле — пневморикетсіоз, Ку-рикетсіоз, гарячка боєнь, хвороба Дерріка-Бернета, австралійська гарячка, балканський грип, гарячка 9-ї милі) — інфекційна хвороба з різними механізмами передачі від джерела інфекції до людини, природно-осередковий зооноз з поліморфною клінічною картиною, ураженням різних органів і систем організму, часто підгострим або хронічним клінічним перебігом.
Раніше цю хворобу відносили до рикетсіозів, однак на сьогодні її включають до коксієльозів, хоча й надалі «традиційно» нерідко деякі медики продовжують розглядати її невиправдано як «пневмотропний рикетсіоз», хоч це вже давно є несучасним і неправильним згідно багатьох етіологічних, епідеміологічних, патогенетичних та клінічних чинників. Таким чином, наразі, Coxiella burnetii більше не розглядають як таку, що близько споріднена з рикетсіями, її так само, як Legionella і Francisella, відносять до типу Proteobacteria.
Збудника Ку-гарячки віднесено до тих біологічних агентів, які офіційно визнано чинниками біологічної зброї.

## Історичні відомості
У 1920-ті роки існувала підозра, що є невідома рикетсія, яка міститься в кліщах та проходить через відомі спеціальні фільтри, що затримують рикетсій. Імовірно, що перший опис цього збудника зробив у 1925 році японський бактеріолог Хидей Ногучі, але, через те, що його зразки цього збудника не збереглися, а сам дослідник трагічно загинув у 1928 році при експериментах із жовтою гарячкою, заразившись нею, так і залишається неясним, чи був це саме той мікроорганізм, що спричинює Ку-гарячку.
На початку 30-х років XX ст. австралійські лікарі звернули увагу на часте виникнення своєрідної патології серед робітників боєнь, молочних і тваринницьких ферм південно-східного Квінсленда, що отримала тоді назву «гарячка боєнь». Перший достовірний опис клінічної картини цієї гарячки представив лише в 1935 році керівник лабораторії мікробіології та патології Квінслендського департаменту охорони здоров'я Едвард Деррік, який до цього тривалий час працював практикуючим лікарем. Його попросили розслідувати спалах «гарячки боєнь» серед робітників худобної бойні та молочної ферми в Брисбені. Вивчаючи цю проблему, він відзначив поліморфізм, нечіткість клінічної картини хвороби, у зв'язку з чим запропонував нову її назву, що відображає особливості клінічних проявів — «Ку-гарячка» (від першої букви англ. Query — неясний, незрозумілий, сумнівний, англ. fever — гарячка). Йому вдалося тільки в 1937 році побачити у мікроскопі збудника в тканинах морських свинок, яких він заразив кров'ю від хворих людей і отримав у них типову гарячку. Тоді ж Е. Деррік направив матеріал до лабораторії провідного австралійського вірусолога Френка Бернета, надалі Нобелівського лауреата, який у цьому ж році разом із М. Фрімен виділив і детально описав збудника як рикетсію. Не будучи повністю впевненим у рикетсійній природі мікроорганізма Ф. Бернет у 1938 році надіслав свої матеріали до Вашингтона (США), де в лабораторії рикетсіозів Р. Дайер, досвідчений інфекціоніст, підтвердив це й встановив, що означений збудник повністю ідентичний тому, якого виділили з кліщів в американському штаті Монтана Геральд Кокс і Г. Девіс в цьому ж році. До речі, Р. Дайер до того в польових умовах у Монтані при перевірці твердження Г. Кокса та Г. Девіса, що можливим є зараження курячих ембріонів матеріалом від кліщів та отримання в результаті рикетсій, сам заразився при цьому і перехворів на Ку-гарячку. Таким чином, стало зрозумілим, що в двох різних країнах практично одночасно незалежно один від одного науковці відкрили нового мікроорганізма. Хоча відбулися суперечки щодо назви нового збудника, але в 1948 році за пропозицією американського ентомолога К. Філіпа він отримав свою сучасну назву Coxiella burnetii на честь двох видатних науковців — Геральда Кокса і Френка Бернета, що незалежно один від одного описали та класифікували збудника.
Надалі Ку-гарячку виявили практично всюди в світі, виключаючи тільки райони, що вкриті льодом, окремі північні райони з малим розвитком домашнього тваринництва та Нову Зеландію, де навіть у домашніх тварин не знайдені антитіла до збудника Ку-гарячки. Цю хворобу вважають на даний момент одним із найпоширеніших зоонозів у світі. Для аерогенного зараження людини достатньо лише 10 мікробних тіл, що обумовлює можливість застосування коксієл Бернета як біологічної зброї в так званому списку В. Ку-гарячка на даний момент включена до переліку хвороб, які утворюють сукупність «TORCH-інфекцій».

## Етіологія
Збудника наразі вивели з роду Rickettsiella та віднесли до особливого роду Coxiella, родини Coxiellaceae, ряду Legionellales, класу Гамма-протеобактерій. Є унікальною бактерією за своїми біологічними властивостями, поєднуючи облігатний внутрішньоклітинний паразитизм з адаптацією до кислого значення рН у фаголізосомах чутливих клітин-мішеней і розвитком популяції шляхом поперечного бінарного поділу. Коксієли мають вигляд коків, паличок, вони грамнегативні, нерухомі поліморфні мікроорганізми. Проходять крізь бактеріальні ультрафільтри, що не властиве для рикетсій.

### Морфологічні особливості
На сьогодні морфологічно виділяють так звані спорові та вегетативні форми коксієл. При електронній мікроскопії у вегетативних форм, тобто форм активного росту і розмноження, виявляється виразна тришарова оболонка, до якої зсередини прилягає шар гранулярної цитоплазми з ліпополісахаридом, обмежений плазматичною мембраною. При подальшому розвитку інфекційного процесу, з виснаженням можливостей для подальшого росту і розмноження інфікованої клітинної культури, коксієли переходять у спорову форму, яка характеризуються ущільненням всіх елементів збудника, потовщенням оболонки його, згортанням генетичного матеріалу. Спорові форми зазвичай опиняються за межами зруйнованих клітин хазяїна, тобто в навколишньому середовищі. У подальшому вони можуть бути знову фагоцитовані й знову почати свій цикл внутрішньоклітинного розвитку.

### Культуральні особливості
Вирощувати коксієл можна тільки на клітинних середовищах (найчастіше — у жовткових мішках курячих ембріонів, які розвиваються). З лабораторних тварин найбільш чутливі морські свинки. Розрізняють 6 серотипів С. burnetii: Hamilton, Vacca, Rasche, Biotzere, Corazon, Dod. Є певні антигенні відмінності між коксіелами, поширеними в Старому і Новому Світі. Однак антигенна активність коксієл Бернета не є величиною стабільною. Існує зміна антигенної активності в реакції зв'язування комплементу (РЗК), яке назване фазовою варіацією або мінливістю, що пов'язується з наявністю у коксіел антигенів I і II фази. Культура коксієл, антиген з яких у РЗК виявляв антитіла в сироватках лише в пізньому періоді реконвалесценції, була віднесена до I фазі, а культури коксієл, антиген з яких у РЗК виявляв антитіла в сироватках як раннього, так і пізнього періоду реконвалесценції, отримав назву II фази. У I фазі коксієли мають поверхневий і глибинний антигени і в такому вигляді вони виявляються в організмі хворих людей і тварин. У II фазі вони мають тільки глибинний антиген, який превалює при пасажах на курячих ембріонах, де вони втрачають поверхневий антиген.
При розмноженні в культурах клітин мишачих ембріонів і макрофагоподібних клітинах відзначено «асиметричний» тип ділення клітин-мішеней. Дочірні клітини, що виникли, стають нерівноцінними. Одні з них, як і раніше, залишаються інфікованими коксієллами, тоді як інші — вільні від збудника. Такий механізм забезпечує персистенцію коксієлл у культурі клітин, оскільки відповідно заражена клітинна культура не гине. Імовірно такою особливістю взаємин чутливої клітини і коксієлл можна пояснити хронізацію коксієльозу в організмі людини.

### У зовнішньому середовищі
Дуже стійки в зовнішньому середовищі. На сухій поверхні коксієли зберігаються протягом 15 діб, понад 1 рік залишаються життєздатними на вовні при температурі 4-6°С, у сухих фекаліях кліщів — 586 діб, у питній воді — до 100 днів, у коров'ячому молоці за кімнатної температури — 125 днів, під час кип'ятіння гинуть за 10 хвилин. При пастеризації контамінованого коксієлами молока їх кількість зменшується, однак повного знезараження не відбувається. Вони залишаються неушкодженими в свіжому кефірі, в сирі та інших молочнокислих продуктах протягом 30 днів. Приблизно стільки зберігається збудник і в свіжому м'ясі заражених тварин при температурі 4-8°С, а в замороженому вигляді й більш тривалий термін. У солоному м'ясі, при збереженні його в 10 % розчині кухонної солі в умовах заморозки до 150 днів. У маслі, виготовленому з інфікованого молока, при зберіганні його в холодильнику збудник виживає протягом 41 дня. Стійки до звичайних дезінфектантів. 70 % спирт знищує їх протягом 1 хв.

## Епідеміологічні особливості

### Джерело та резервуар інфекції
Основним джерелом та резервуаром збудника служать понад 60 видів ссавців, близько 50 видів птахів, окремі рептилії і більше 70 видів кліщів. За кількістю видів кліщів, що залучаються до інфекційного процесу, коксієльоз не має собі рівних серед інфекційних хвороб. Це обумовлює його таке найширше поширення в світі серед всіх природно-осередкових хвороб.
Існують два види осередків: природні та антропургічні. У природних осередках головними джерелами та резервуарами слугують дрібні гризуни, птахи та кліщі. У кліщів інфекція перебігає безсимптомно і тривало, у 25 видів кліщів встановлена трансоваріальна й трансфазова передача рикетсій. У цих осередках окрім трансмісивного механізму через укус кліща збудник може передаватися і аерогенно (вдихання пилу від висохлих випорожнень або сечі інфікованих тварин). Резервуаром та джерелом інфекції в антропургічних вогнищах є домашні тварини: велика та мала рогата худоба, свині, коні, верблюди, олені, коти та ін. Заражаються вони при укусах інфікованих кліщів, при одночасному утриманні в одному приміщенні здорових та хворих тварин, тому що останні виділяють рикетсії в зовнішнє середовище з випорожненнями. При потраплянні в стадо однієї зараженої тварини через 3-4 місяці відбувається зараження 80 % відсотків тварин, що входять до цього стада. Паралельно йде інтенсивне передавання збудника до інших стад, домашніх собак та котів, що мешкають поряд. У рогатої худоби дуже часто інфекція перебігає малосимптомно, через що багато цих тварин є інфікованими. Хвора людина в поширенні інфекції істотного значення не має.

### Механізми передачі та фактори, що їх реалізують
Ку-гарячку відносять до небагатьох інфекцій, для яких при зараженні людей можуть бути значущими різні механізми передавання, як це відбувається при чумі, сибірці. Механізми зараження людей коксієльозом різні: трансмісивний, аліментарний, аерогенний, контактний. Аерогенний механізм зараження реалізується найчастіше — він можливий за вдихання пилу, оскільки коксієли тривалий час зберігаються у висушеному стані, і можуть знаходитися в пилу під час роботи з інфікованими соломою, вовною, пухом, бавовною, хутром. Описані випадки, коли зараження випадкових людей відбувалось аерогенно навіть при проходженні мимо них отари овець, від яких вітром відривало пух. Контактний механізм реалізується під час окоту тварин, так як в навколоплідних водах коксієл дуже багато — 1 г посліду містить до мільярда бактерій. Трансмісивний механізм хоча й рідкий при зараженні людей, але може реалізуватися за участі іксодових кліщів. Аліментарний механізм передавання інфекції вважається теж рідким, він відбувається через забруднені фекаліями руки ветеринарів, працівників птахофабрик, тваринницьких ферм, а також при вживанні сирого молока, сиру, кефіру, м'яса, контамінованої збудником води.

### Сприйнятливий контингент та групи ризику, характеристика імунітету
Хвороба носить професійний характер, зустрічається частіше в сільській місцевості. Основні групи ризику — працівники тваринницьких і молочних ферм, м'ясопереробних підприємств, молокозаводів, хутряних і бавовнопереробних підприємств. Людина виділяє коксієли з харкотинням, однак випадки зараження від неї казуїстичні. Сезонність — весняно-літня. Сприйнятливість висока. Імунітет — стійкий. Але іноді можливе затягування процесу та формування хронічного перебігу Ку-гарячки.

## Патогенез
- 1-а фаза — проникнення збудника.

Збудник може потрапити в організм людини різними шляхами. Шлях інфікування в подальшому частково визначає порядок та набір клінічних проявів. Нині вважається, що переважне ураження легень при Ку-гарячці не відбувається, й колишній термін «пневморикетсіоз» під собою не мав особливого підґрунтя. Специфічна пневмонія при гарячці Ку виникає лише у випадках масивного інфікування людини коксієлами Бернета при аерогенним способі зараження. Натепер є всі підстави вважати, що легенева тканина при гарячці Ку може легко служити вхідними воротами інфекції без обов'язкового розвитку запальної реакції на місці потрапляння збудника. Запалення там розвивається разом з ураженнями інших внутрішніх органів при генералізації інфекційного процесу (точніше, при редисемінації збудника), і, якщо це масивний процес, то в мокротинні можуть виявлятися коксієли.
- 2-а фаза — лімфогенного заносу.

Надалі збудник проникає у лімфатичну систему і знаходиться там певний час.
- 3-а фаза — первинної дисемінації (гематогенна дисемінація або мала коксієлемія).

Збудники розносяться по всьому організму, вибірково фіксуючись у клітинах системи мононуклеарних фагоцитів (СМФ).
- 4-а фаза — дисемінації коксієл Бернета у паренхіматозні органи.

Найбільша кількість коксієл осідає в тканинах печінки, селезінки, кісткового мозку. У ендотелій, епітелій, нервову і м'язову тканини коксіели не проникають і, як правило, не ушкоджують їх.
- 5-а фаза — вторинної дисемінації (великої коксієлемії)

Відбувається розмноження збудника в СМФ, розвиваються ознаки загальноінтоксикаційного синдрому і початку хвороби. Частина збудників руйнується, виділяючи ендотоксичного характеру ліпополіцукрид (токсемія), інша проникає в нові клітини, утворюючи додаткові вогнища. За рахунок токсемії відбувається часткове ураження вегетативної нервової системи — в першу чергу, шийного відділу симпатичного стовбура та сонячного сплетіння.
Патологічний процес при Ку-гарячці нині представляється як негнійне, дифузне інтерстиціальне запалення, яке виявляється в печінці, селезінці, регіонарних лімфатичних вузлах, іноді в надниркових залозах, легенях. Ку-гарячка відрізняється від рикетсіозів відсутністю первинного ураження ендотеліальних клітин дрібних судин та інших частин кардіоваскулярної системи. Зміни в судинах швидше можуть бути особливістю хронічного перебігу цієї хвороби, аніж гострого, і тоді вони видаються як періваскуліт, а не панваскуліт, як це має місце при рикетсіозах.
Внаслідок довготривалого перебування збудника в організмі виникає:
- 6-а фаза — алергічна.
- 7-а фаза — формування імунітету.

Виражені зміни в різних органах формуються при хронічному процесі (ендокардит, гепатит тощо).

## Клінічні прояви

### Загальні прояви
Згідно МКХ-10 виділяють «Ку-гарячку» А.78. Інкубаційний період коливається в межах 3-32 днів. Хвороба характеризується поліморфізмом клінічних проявів, частково детермінованих механізмом передачі, хоча при даній хворобі не завжди достатньо чітко визначається провідний або типовий симптомокомплекс, що дозволило б якщо не діагностувати хворобу, то хоча б запідозрити її.
Перебіг хвороби характеризується різноманітністю клінічних проявів, може бути:
- гострим,
- підгострим,
- хронічним.

### Гострий перебіг
Початок хвороби гострий. Температура тіла вже в 1-й день хвороби досягає 39-40 °С. Гарячка може бути різного типу. Тримається від 3 до 21 дня. Знижується укороченим лізисом або критично. Хворі можуть вказати не тільки день хвороби, а і годину початку. Турбує сильний головний біль переважно дифузного характеру, поганий апетит, хворих знобить, вони пітніють. Скаржаться на запаморочення, безсоння, міалгії, біль у попереку, суглобах, при рухах очних яблук, різко виражений біль в очницях і ретробульбарний біль.
Спостерігають гіперемію обличчя, шиї, ін'єкцію судин склер, гіперемію слизової ротоглотки, супутній «herpes labialis et nazalis». З боку легень клінічно майже не виявляють змін або відзначають лише сухий кашель, жорсткувате дихання. Лише у 5 % хворих можливий розвиток тяжкого ураження легень з клінічними ознаками пневмонії та наростанням гострого респіраторного дистрес-синдрому дорослих (ГРДСД). Артеріальний тиск (АТ) помірно знижений, відзначається відносна брадикардія, приглушеність серцевих тонів. Язик вкритий білим нашаруванням, живіт помірно здутий, болючий, з 3-4 дня хвороби пальпують збільшену печінку, селезінку. Буває послаблення випорожнень, але можливі й запори. На шкірі з 6-8 дня хвороби може зрідка з'явитися розеольозний, розеольозно-папульозний нерясний висип, що локалізується на бокових поверхнях тулуба, животі, може підсипати, тримається від 1 до 5-7 днів, зникає безслідно.

### Затяжний і хронічний перебіг

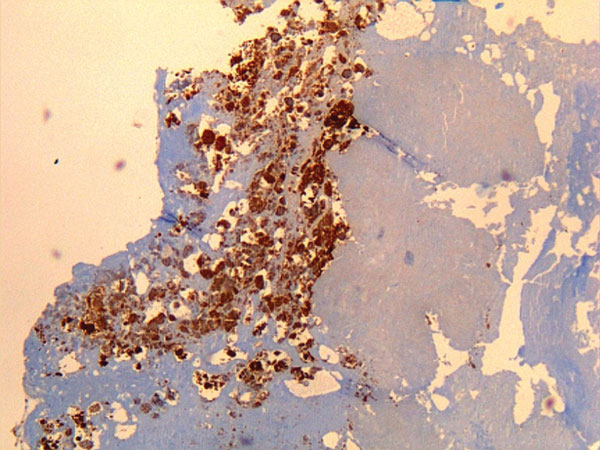
Coxiella burnetii на резецированому клапані серця, який був видалений під час хірургічного втручання від 60-річного хворого з коксієльозним ендокардитом (комплекс моноклональних антитіл проти C. burnetii в з'єднанні з їх антигеном фарбований гематоксиліном. Збільшення у 50 разів).

Можливе затягування проявів хвороби на декілька місяців. При формуванні хронічного перебігу коксієльозу найчастіше відбувається розвиток ендокардиту з вегетаціями на стулках аортального клапану, однак це можливе лише у певної частини хворих із фоновим ураженням серця (гостра ревматична гарячка, штучні клапани тощо), у наркоманів. Можливий хронічний перебіг із появою субфебрилітету, слабкості, артралгій, ураження різних паренхіматозних органів під час вагітності, при використанні імуносупресорів, у реципієнтів тканинних і органних трансплантатів, ВІЛ-інфекції. Часто можлива маніфестація продуктивних проявів хронічного перебігу через багато місяців і навіть років після ранньої фази.
Втім у людей відбувається досить часто (у 50-60 % заражених) розвиток легких, стертих та інапарантних форм.

## Ускладнення
Пневмонія, плеврит, абсцеси легенів, пієлонефрит, тромбофлебіт, панкреатит, орхіт у теперішній час у зв'язку з нерідким раннім амбулаторним лікуванням антибіотиками зустрічаються рідко. Можливий розвиток коронаріту, міокардиту, артриту, хвороби Рейно. Летальність при гострому перебігу казуїстична, тоді як при хронічному сягає 60 %.

## Діагностика

### Особливості клініко-епідеміологічної діагностики
Крім даних епідеміологічного та професійного анамнезу клінічні критерії не характерні, хоча наявність гарячки, гепатолієнального синдрому, зниження АТ, брадикардії має нести за собою підозру на Ку-гарячку. Однак клінічні критерії разом з результатами загального аналізу крові дуже нагадують черевний тиф, тому Ку-гарячка, що встановлена лише на підставі клінічних та загально-лабораторних даних, не може вважатися остаточним діагнозом. Так саме, як й при тифо-паратифозних інфекціях, потрібно застосовувати простий діагностичний алгоритм: «Якщо гарячку протягом 5 діб не можна нічим пояснити, потрібно проводити в комплексі обстеження і специфічну діагностику Ку-гарячки».

### Лабораторно-інструментальна діагностика
У загальному аналізі крові відзначають помірну лейкопенію, нейтропенію, відносний лімфоцитоз і моноцитоз, підвищення ШОЕ. При підозрі на ендокардит використовують ехокардіографію.

### Специфічна діагностика
Є обов'язковою, при цьому використовують реакцію непрямої імунофлюоресценції, ІФА, рідше використовується реакція зв'язування комплементу (РЗК), вона вважається менш чутливою через хибнопозитивні результати при легіонельозі або лептоспірозі. ПЛР можлива у перші 2 тижні гарячки або при хронізації процесу.

## Лікування

### Етіологічна терапія
Основним напрямком ВООЗ вважає етіотропне лікування. Перевага надається доксицикліну. При гострому перебігу його призначають перорально у дозі 0,1 г на добу 10 днів. Можливе використання офлоксацину 0,2 г 2 рази на добу не менше 14 діб. Також ВООЗ рекомендує азитроміцин у 1-й день 0,5 г, з 2 по 5-й день по 0,25 г. При хронічному перебігу призначаються тривалі курси терапії, тому що на даний момент невідомо жодного антибіотика, щоб діяв на коксієли бактерицидно. Тривала комбінована антибактерійна терапія рекомендується також через високу кількість рецидивів при лікуванні коротким терміном. Тому призначають перорально доксициклін (0,1 г на добу) з гідроксихлорохіном (0,2 г 3 рази на добу) протягом не менше 18 місяців. Можливе застосування доксицикліну з фторхінолонами (зокрема, офлоксацином чи пефлоксацином), але не менше 3-х років.

### Патогенетична терапія
Проводиться за загальними правилами. Дезінтоксикаційна терапія може здійснюватися як парентерально, так і перорально. За необхідності проводиться оперативне втручання на клапанах серця.

## Профілактика

### Загальна профілактика
Полягає в обов'язковому проведенні ветеринарно-санітарних заходів. Необхідно виявити хворих тварин, а також якість молочних і м'ясних продуктів, слід відмовитися від споживання сирого молока і молочних продуктів. В осередках проводиться боротьба з кліщами. Систематично в стійлах, де знаходяться тварини, треба дезінфікувати підлогу, землю та гній 5 % розчином хлораміну, під час пологів тварин знезаражувати гній, знищувати оболонки плода. Ветеринари, працівники тваринницьких ферм та інші особи, які доглядають хворих тварин, повинні дотримуватися правил особистої гігієни (мати захисний одяг, респіратори, окуляри).

### Специфічна профілактика
Проводиться за епідемічними показаннями особам із груп ризику (ветеринарам, тваринникам, працівникам ферм, молоко- і м'ясокомбінатів) живою вакциною з штаму М-44. Вакцина може бути введена внутрішньошкірно, підшкірно, нашкірно. Ревакцинацію в разі необхідності здійснюють через 2 роки.